# الن جکسون
الن یوجین جکسون (به انگلیسی: Alan Eugene Jackson) (زاده ۱۷ اکتبر ۱۹۵۸) در آمریکا خواننده سبک کانتری است. وی دارای ۱۴ آلبوم و چندین آلبوم گردآوری‌شده است که همگی تحت برچسب اریستا نشویل منتشر شده‌است. بیش از ۵۰ عدد از تک‌آهنگ‌هایش در بین «۳۰ آهنگ برتر کانتری» بیلبورد قرار گرفته‌اند. ۲۶ آهنگ جکسون رتبه‌ی اول را در فروش کسب کرده‌اند. وی نامزد و برگزیده‌ی چندین جایزه موسیقی است. نام وی در سال ۲۰۰۱ به سالن مشاهیر موسیقی راه یافت. وی عضو «اپرای گراند اولی» است.

## زندگی‌نامه
جکسون فرزند جوزف یوجین جکسون و روث موزیک است که در نیونن، جورجیا متولد شد. وی فرزند چهارم خانواده بود. وی از اعقاب نسل انگلیسی‌ها ست. جکسون از ابتدا طرفدار موسیقی نبود. یکی از دوستانش وی را با آهنگ‌های گن واتسون، جان اندرسون و هنک ویلیامز جونیور آشنا نمود. وی در دبیرستان محلی ال‌استریت و نیونان یک گروه موسیقی تشکیل داد. بعد از آن شش سال به همراه همسرش دنیس جکسون به نشویل نقل مکان نمودند، جایی که جکسون به صورت تمام وقت موسیقی را دنبال نمود.
وی در زمان کودکی در کلیسا در گروه آواز بود. و به همراه پدر و مادرش و شش خواهرش در خانه‌ای کوچک زندگی می‌کردند که گاهی الن مجبور بود به دلیل کمبود اتاق در راهرو بخوابد. اولین شغل وی در ۱۲ سالگی، کار در فروشگاه کفش بود و تا ۲۰ سالگی به عنوان فروشنده‌ی ماشین کار می‌کرد. الن اولین آهنگش را در سال ۱۹۹۲ (۱۳۷۰) نوشت.

## فعالیت
در نشویل جکسون کاری را در شبکه‌ی نشویل در دبیرخانه پیدا کرد. دنیس الن را با گلن کمپل آشنا نمود، کسی که باعث شد تا جهشی کاری پیدا نماید. جکسون سرانجام با اریستا قرارداد بست.
در سال ۱۹۸۹(۱۳۶۸) وی قراردادش را با شاخه‌ی نشویل اریستا که شاخه‌ای از اریستا ریکوردز بود، بست.
Don't Rock the Jukebox نام دومین آلبوم الن جکسون بود که در سال ۱۹۹۱(۱۳۷۰) منتشر شد.چهار تک‌آهنگ از این آلبوم در صدر جدول تک‌آهنگ‌های برتر کانتری بیلبورد قرار گرفتند.

### ۲۰۰۰ تاکنون

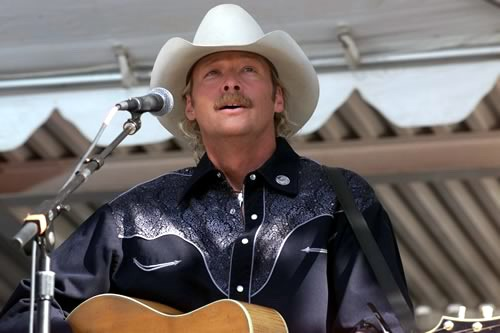
جکسون در حال اجرا (۲۰۰۲)

از زمانی که سبک کانتری به سمت پاپ گرایش پیدا کرد، وی به همراه جورج استریت وضعیت موجود را در آهنگ مرگ در انتظار موسیقی (Murder on Music Row) سرزنش نمودند. این آهنگ موجی از بحث‌ها را درباره‌ی این‌که آیا موسیقی سنتی کانتری در حال احتضار است یا نه بر انگیخت؟ . فارغ از این حقیقت که این آهنگ به صورت رسمی منتشر نشد، توانست بالاترین رتبه را در داغ‌ترین تک‌آهنگ و تِرَک فصل غیر اصلی بدست آورد. اجرای دونفره وی و استریت آغاز کننده‌ی مراسم جوایز موسیقی کانتری سال ۲۰۰۰ بود که به صورت بدون آهنگ اجرا شد. رولینگ استون درباره‌ی اظهارات جسکون& nدر مقاله‌ای بیان داشت :«اگر گارث بروکس و شانیا تواین توانسته‌اند از بار به کنسرت‌های موسیقی، با تیپ گروه کیس، برسند، بهتر است الن جکسون به بار برگردد تا حال و هوای انسانی مورد نظرش برسد». بعد از حملات یازده سپتامبر، جکسون آهنگی به نام کجا بودی (وقتی دنیا از چرخش ایستاد) را منتشر نمود. که احترامی بود به بازماندگان حوادث تروریستی ۱۱ سپتامبر. این آهنگ به برترین تک‌آهنگ منتشر شده دست بافت و وی را در فرصت کوتاهی در راس جریان رسانه‌ها قرار داد.
وی در طول سالیان گذشته با افراد و گروه‌هایی مختلفی به اجرای آهنگ پرداخته که می‌توان به اجرا با گروه زاک براون باند اشاره نمود.
وی در سال ۱۳۸۸ البومی از برترین آهنگ‌هایش (Greates Hit) را با نام ۳۴ نامبروان را منتشر نمود که شامل اجرایش از رینگ او فایر از جانی کش و نیز اجرایش با گروه زاک براون باند بود.

## جوایز
جوایز موسیقی امریکا
- جایزه موسیقی امریکا برای بهترین آهنگ سال در ۱۹۹۳؛ "چتاهوچی" (Chattahoochee)
- جایزه موسیقی آمریکا برای محبوب‌ترین آهنگ سال در ۱۹۹۳؛ بسیار درباره زندگی و اندک درباره عشق

آکادمی موسیقی کانتری
- آکادمی موسیقی کانتری در سال ۱۹۹۰ برای بهترین خواننده مرد تازه‌کار
- آکادمی موسیقی کانتری برای بهترین آلبوم سال، Don't Rock the Jukebox
- آکادمی موسیقی کانتری برای بهترین آهنگ سال ۱۹۹۳، Don't Rock the Jukebox
- آکادمی موسیقی کانتری برای بهترین آلبوم سال ۱۹۹۳، بسیار درباره زندگی و اندک درباره عشق
- آکادمی موسیقی کانتری برای بهترین آهنگ سال ۱۹۹۳، چتاهوچی
- آکادمی موسیقی کانتری برای بهترین خواننده‌ی مرد سال ۱۹۹۴
- آکادمی موسیقی کانتری برای بهترین خواننده‌ی مرد سال ۱۹۹۵
- آکادمی موسیقی کانتری برای بهترین آهنگ سال ۲۰۰۱، کجا بودی (وقتی دنیا از چرخش ایستاد)
- آکادمی موسیقی کانتری برای بهترین خواننده‌ی مرد سال ۲۰۰۱
- آکادمی موسیقی کانتری برای بهترین آلبوم سال ۲۰۰۲، رانندگی
- آکادمی موسیقی کانتری برای بهترین ویدئو سال ۲۰۰۲، رانندگی (برای ژن پدری)
- آکادمی موسیقی کانتری برای بهترین آهنگ سال ۲۰۰۳، الان جایی ساعت ۵ بعدازظهر است
- آکادمی موسیقی کانتری برای بهترین رویداد صوتی سال ۲۰۰۳،(به همراه جیمی بافت) برای آهنگ الان جایی ساعت ۵ بعدازظهر است.

جوایز گرمی
- جایزه گرمی برای بهترین آهنگ کانتری سال ۲۰۰۲، کجا بودی (وقتی دنیا از چرخش ایستاد)
- جایزه گرمی برای بهترین همکاری صوتی سبک کانتری،وقتی او دور می‌شود با گروه زاک براون باند

## پیوند
- الن جکسون در بانک اطلاعات اینترنتی فیلم‌ها (IMDb)
- وب‌گاه رسمی الن جکسون
- موزیک ویدئو رسمی